# Roland U-20
De Roland U-20 is een PCM-sample synthesizer, uitgebracht door Roland in 1989.
De U-20 wordt ook beschreven door Roland als een 'RS-PCM keyboard', waar de RS staat voor ReSynthesized omdat de geluidsbron een bewerkte versie van PCM samples kan afspelen.

## Overzicht
De geluidsbron van de Roland U-20 speelt hoofdzakelijk opgeslagen PCM samples af. Dit type synthesizer staat bekend als een rompler, in tegenstelling tot een sampler waarmee geluid kan worden opgenomen. Het is met de U-20 wel mogelijk om klanken te beïnvloeden door het aanpassen van de ADSR envelope en het toevoegen van DSP effecten, zoals reverb of chorus. Er zijn geen filters aanwezig.
De U-20 heeft standaard 64 patches, dit aantal is uit te breiden naar 128 via een RAM-insteekkaart (de M-256E). Tevens zijn er 2 extra sleuven voor ROM PCM-cards om het beschikbare aantal klanken verder uit te breiden.
Verder is er een ingebouwde arpeggiator, een Chord Play mogelijkheid waarmee een akkoord gespeeld kan worden met een enkele toets, twee toewijsbare schuifregelaars en de U-20 is compatibel met SN-U110 en SN-MV30-S1 serie geluidskaarten.
De multitimbrale mogelijkheden zijn vrij uitgebreid voor de tijd waarin de U-20 werd uitgebracht. Met één U-20 kan al een beperkte, maar toch vrij volledige instrumentatie worden neergezet. Het maximum aantal stemmen is dan de enige beperking van het apparaat.
De U-20 heeft bepaalde Roland-sounds bekendheid gegeven, zoals de shakuhachi, de bel-klank, de gitaarsamples met distortion en de typische Roland pianoklank, die terug zijn te vinden in latere Roland modellen zoals de Sound Canvas serie.
Het bewerken van klanken is summier en relatief ingewikkeld door het kleine scherm en de vele menu's. Dankzij de populariteit is er later software beschikbaar gekomen om de klanken aan te passen op een computer via MIDI, of om nieuwe klanken toe te voegen.

## Moduleversie
De U-220 is een module of 19 inch rackversie van de U-20. Dit is de opvolger van de U-110 die uitkwam in 1988. De U-220 heeft hetzelfde lcd scherm en de mogelijkheid voor 2 uitbreidingskaarten, maar heeft minder knoppen op het voorpaneel dan de U-20.

## Problemen
In de basisconfiguratie van de U-20 kost het activeren van de aftertouch veel kracht en is daarmee zo goed als onbruikbaar op dit instrument. Een ander kritiekpunt was de slecht leesbare handleiding. Tevens heeft de U-20 structureel problemen met de toetssensoren, deze dienen regelmatig te worden vervangen omdat bepaalde toetsen na enige tijd defecten vertonen.